# Orobothriurus parvus
Espèce
Orobothriurus parvus est une espèce de scorpions de la famille des Bothriuridae.

## Distribution
Cette espèce est endémique du Pérou. Elle se rencontre dans les régions de Junín et de Lima entre 3 400 et 4 750 m d'altitude.

## Description
Le mâle holotype mesure 25,3 mm et la femelle paratype 34,5 mm.

## Publication originale
- Maury, 1975 : Escorpiones y escorpionismo en el Perú. V: Orobothriurus, un nuevo género de escorpiones altoandinos. Revista Peruana de Entomología, vol. 18, p. 14–25 (texte intégral).